# Ермак (имя)
Ерма́к — мужское имя, имеющее распространение в России, первым известным носителем которого был русский землепроходец Ермак Тимофеевич. Происхождение имени является дискуссионным.
«Словарь русских личных имён» А. В. Суперанской даёт такое толкование имени Ермак:
Ермак — 1. Др.-рус., разг. Ирмак — жёрнов для ручных мельниц. 2. Нар. форма имён Ерм, Герман. 3. Нов. календ. — в честь Ермака Тимофеевича, покорителя Сибири.
В разное время существовали разные объяснения происхождения имени Ермак. Так, профессор А. И. Никитский в своих «Заметках о происхождении имени Ермак» связывал его с именем Ермолай, полагая, что «Ермак» является его разговорной, сокращенной формой.
Известный русский писатель, уроженец Вологодчины, В. А. Гиляровский связывал его с именем Ермил («Москва Газетная»).
Существует также версия, что имя Ермак — это видоизменённое Еремей (Ерёма).
Прозвищная версия. Существует также мнение, что «Ермак» — просто прозвище, образованное либо от названия котла для приготовления пищи, либо, как сказано выше, от жёрнова для ручных мельниц.
Также существует гипотеза о тюркском происхождении этого имени. В пользу этой версии приводят доводы о том, что это типично тюркское имя существует до сих пор у татар, башкир и казахов и произносится либо как Ермек (у казахов) — забава, веселье, либо как Ермак у татар и башкир. Кроме того, мужское имя Ермак («Ырмаг») встречается у алан-осетин, широко населявших донские степи вплоть до XIV столетия. Согласно переписи населения Татарской слободы Казани 1748 года среди «иноверцев»-татар зафиксированы: Муртаза Ермаков, Ермак Кулметев, Ермак Калметев, Аблезей Ермаков, Ермак Апакаев, Ермак Сабеев, Ермак Аднагулов, Бихметь Ермаков, Ермак Ишкеев, Иммаметка Ермаков, Асан Ермаков, Ермак Бикметев, Ермак Мамекеев, Мухамметь Ермаков.
Следует учитывать, что споры о происхождении этого имени касаются в основном имени конкретного человека — покорителя Сибири Ермака Тимофеевича (равно как и его происхождения). Нельзя исключать также, что, при наличии несомненно тюркского имени Ермак, имя самого Ермака Тимофеевича может иметь другое происхождение — например, образовано описанным выше прозвищным способом.
Имя Ермак среди русских не имеет сколько-нибудь широкого распространения. Зато распространены образованные от этого имени фамилии Ермак и (особенно) Ермаков.